# Giric de Cennrígmonaid
Giric de Cennrígmonaid, est le onzième évêque de Saint Andrews. Ce grégorien est mentionné dans la liste des évêques révélée par l'historien du XVe siècle Walter Bower, et succède à Fothad II. 

## Épiscopat controversé
Les historiens récents qui ont étudié les écrits de Bower indiquent que rien ne prouve réellement qu'un évêque de Saint Andrews ait été consacré entre 1093 et 1109. Toutefois, l'absence de preuves concrètes concerne l'ensemble des évêques pré-normands de Saint-Andrews, à l'exception de Cellach II (en). À la fin des années 1990, l'historien de l'université de Glasgow Dauvit Broun, en étudiant de vieux manuscrit, a retrouvé un texte portant sur la St. Andrews Foundation Legend, un texte écrit entre le XIe siècle et le XIIe siècle. Il y est fait mention d'un "Archevêque Giric".
On sait que Turgot de Durham est nommé à la tête de l'évêché en 1107, et Giric a dû être en fonction entre 1093, date de la mort de son prédécesseur, et 1107.